# Lepidopa esposa
Lepidopa esposa är en kräftdjursart som beskrevs av Efford 1971. Lepidopa esposa ingår i släktet Lepidopa och familjen Albuneidae. Inga underarter finns listade i Catalogue of Life.